# Leucophenga burlai
Leucophenga burlai är en tvåvingeart som beskrevs av Bachli 1971. Leucophenga burlai ingår i släktet Leucophenga och familjen daggflugor. Inga underarter finns listade i Catalogue of Life.